# Juncos Hollinger Racing

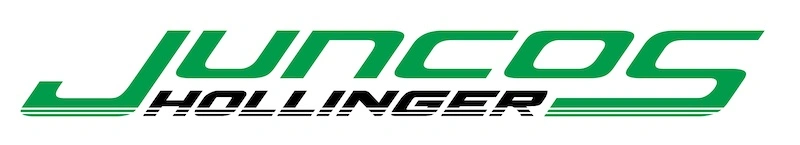
Juncos Hollinger Racing

Juncos Hollinger Racing, ehemals Juncos Racing, ist ein argentinisch-US-amerikanisches Rennteam, dass seit 2017 in der IndyCar Series antritt.

## Geschichte

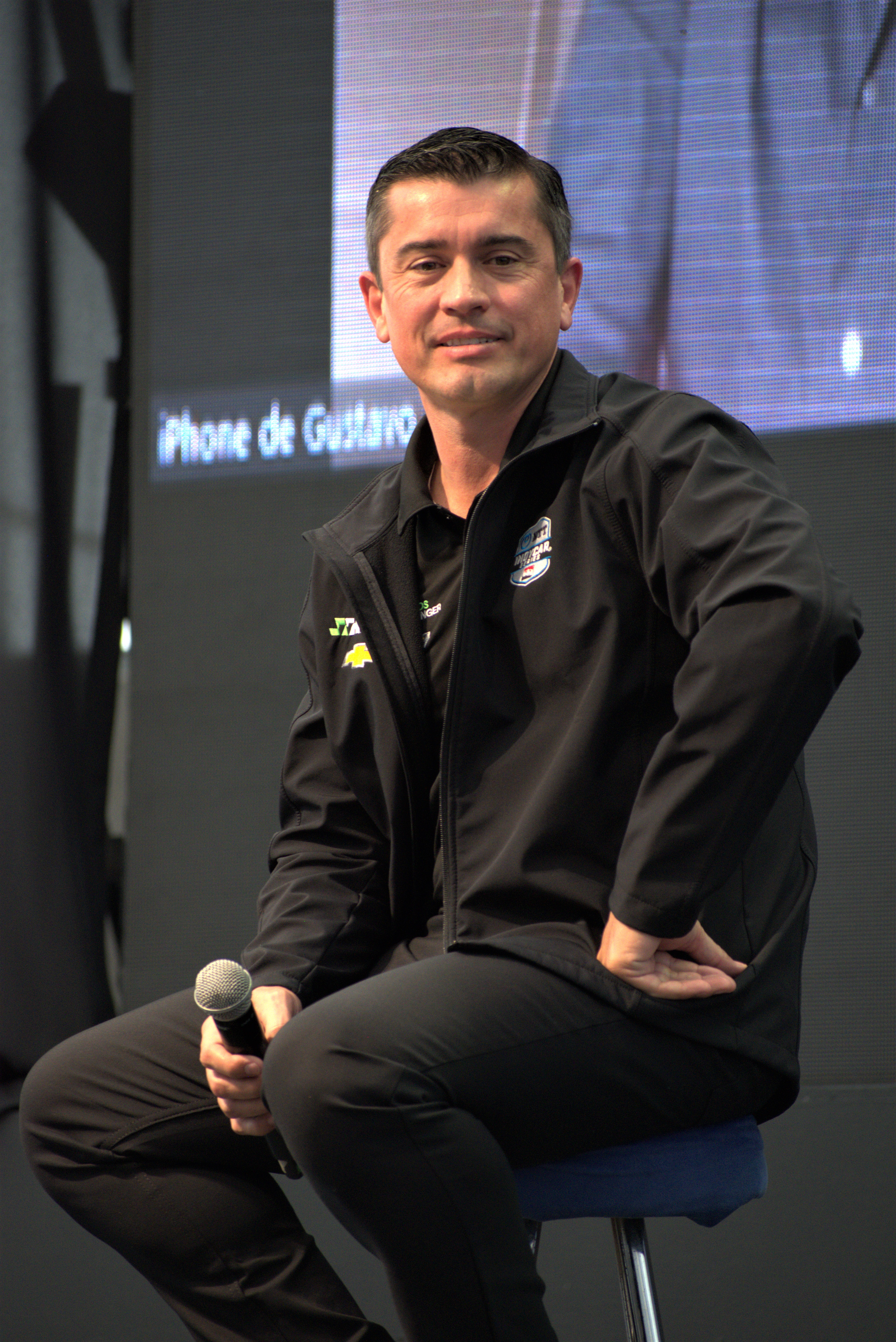
Teamgründer Ricardo Juncos

Ricardo Juncos gründete das Team im Jahr 1997 mit Sitz in Argentinien, wegen den wirtschaftlich und technisch begrenzten Möglichkeiten zog man später nach Indianapolis (Indiana) um. Für rund drei Millionen Dollar entstand 2016 das neue, 41.000 Quadratmeter große Juncos Technical Center, neben dem Indianapolis Motor Speedway. Als 2021 Brad Hollinger als Partner ins Team kam, wurde der Teamname erweitert in Juncos Hollinger Racing, er war bis dahin Mitaktionär von Williams F1.

## IndyCar Series Fahrzeuge
Die Autos für die Saison 2023 haben ein Dallara DW12-Chassis und werden von einem Chevrolet IndyCar V6t Motor angetrieben. Die 750 PS (rund 550 kW) starken Boliden erreichen bis zu 240 mph, was umgerechnet etwa 385 km/h entspricht. Solch hohe Geschwindigkeiten werden aber nur bei Oval-Rennen erreicht.

## Fahrer
Die zwei Fahrzeuge wurden 2023 vom Briten Callum Ilott und dem Argentinier Agustín Canapino gefahren. Das beste Resultat bis anhin erreichte Ilott beim Grand Prix of St. Petersburg 2023 mit einem fünften Rang. Das Team setzt auch Autos bei den Nachwuchsserien Indy Lights und Indy Pro 2000 ein. Romain Grosjean und Augustin Canapino fahren die JHR-Autos in der Saison 2024. In der Vergangenheit fuhren Fahrer wie Kyle Kaiser, Sebastián Saavedra und René Binder im Team. Für die Saison 2024 blieb Canapino im Team, dieser bekam mit Romain Grosjean einen neuen Teamkollegen.